# Afumați, Dolj
Afumați là một xã thuộc hạt Dolj, România. Dân số thời điểm năm 2002 là 3285 người.